# 夕暮れの鳥
「夕暮れの鳥」（ゆうぐれのとり） は、神聖かまってちゃんの楽曲。2017年4月2日に各種音楽配信サービスにて「TV size」音源でポニーキャニオンよりリリースされた。また、同年5月24日に発売された両A面シングル『夕暮れの鳥/光の言葉』にフルバージョンで収録されている。

## 概要
- 本曲は、テレビアニメ『進撃の巨人 Season 2』のエンディングテーマに使用されており、同アニメのために書き下ろされた[2]。これは原作者であり、神聖かまってちゃんのファンだと公言していた諫山創の強い希望により実現した[3]。

- 2017年4月1日に発表されたレンタル移籍の影響で、本曲と「光の言葉」のシングルは、配信・両A面ともポニーキャニオンよりリリースされている[2]。

## 配信シングル
配信シングルは、前日の『光の言葉』に続いて、2017年4月2日に2日連続でリリースされた。TV sizeとしてのリリースは本作が初となる。

### 収録内容（配信）
| #         | タイトル       | 作詞・作曲 | 編曲               | 時間 |
| --------- | -------------- | ---------- | ------------------ | ---- |
| 1.        | 「夕暮れの鳥」 | の子       | 神聖かまってちゃん | 1:32 |
| 合計時間: | 合計時間:      | 合計時間:  | 合計時間:          | 1:32 |

## 夕暮れの鳥/光の言葉
『夕暮れの鳥/光の言葉』（ゆうぐれのとり / ひかりのことば）は、2017年5月24日にポニーキャニオンから発売された。
ジャケットは、諫山創が神聖かまってちゃんのメンバーを描いた描き下ろしイラストが使用されている。

### 収録内容（夕暮れの鳥/光の言葉）
1. 夕暮れの鳥
2. 光の言葉
『進撃の巨人』のタイアップを受けた際に、「夕暮れの鳥」とほぼ同時期に製作された。
AbemaTV「AbemaPrime」5月度のエンディングテーマ曲
3. 男はロマンだぜ！たけだ君っ (2017新録音ver.)
3枚目のアルバム『みんな死ね』収録曲の新録音バージョン。諫山はこの曲を、『進撃の巨人』の主人公であるエレン・イェーガーのイメージソングであると、ブログ・インタビューなどで語っている[7]。
4. コンクリートの向こう側へ (2017 最新リマスター)
5枚目のアルバム『楽しいね』収録曲のリマスター版。諫山はエンディングテーマのイメージを、の子に伝える際にこの曲を挙げている。